# 능소화속
능소화속(凌霄花屬)은 능소화과의 한 속이다. 덩굴식물이며 큰 꽃을 피우는 두 종이 있다.
- Campsis grandiflora - 능소화
- Campsis radicans - 미국 능소화